# Ghiacciaio Summers
Il ghiacciaio Summers è un ghiacciaio lungo circa 12 km situato nella parte nord-occidentale della Dipendenza di Ross, nell'Antartide orientale. Il ghiacciaio Summers, il cui punto più alto si trova a circa 2000 m s.l.m., si trova nell'entroterra della costa di Borchgrevink, nella parte occidentale dei monti della Vittoria, dove fluisce verso sud, scorrendo lungo il versante occidentale del picco Latino, fino a unire il proprio flusso a quello del ghiacciaio Pearl Harbor.

## Storia
Il ghiacciaio Summers è stato mappato da membri dello United States Geological Survey (USGS) grazie a fotografie aeree scattate dalla marina militare statunitense nel periodo 1960-64, e così battezzato dal Comitato consultivo dei nomi antartici in onore di James L. Summers, della USN, capo meccanico presso la stazione McMurdo nel 1967.